# Hobokwartet nr. 1
Colin Matthews componeerde zijn Hobokwartet nr. 1 in 1981 voor het 100-jarig bestaan van de Nottingham University. Het is geschreven voor afgestudeerde musici.
De opzet van het kwartet lijkt vrij eenvoudig, doch bij uitvoering blijken de moeilijkheden pas. Het eendelig kwartet valt in de categorie thema en variaties. Het thema is onderverdeeld in drie ideeën. Op die drie ideeën worden in vijftien secties niet alleen variaties toegepast in melodie, maar ook in de samenstelling van de spelers. Stemming en klankkleur zijn dus constant aan verandering onderhevig. De algemene teneur van werk is nog wel romantisch, maar bovenstaande compositietechniek zorgt ervoor dat er regelmatig dissonanten dan wel vreemde klankkleurcombinaties optreden.

## Stemverdeling
- Hobo
- viool
- altviool
- cello

## Bron en discografie
- Uitgave NMC Recordings 149: Divertimenti Ensemble